# Siroch Chatthong
Siroch Chatthong (in thailandese สิโรจน์ ฉัตรทอง; Surin, 8 dicembre 1992) è un calciatore thailandese, attaccante del Sukhothai.

## Carriera

### Club
Ha giocato in vari club della prima divisione thailandese; in carriera ha anche disputato 3 partite nella AFC Champions League.

### Nazionale
Con la nazionale thailandese ha preso parte alla Coppa d'Asia 2019; tra il 2016 ed il 2019 ha totalizzato complessivamente 25 presenze e 3 reti in nazionale.

## Palmarès

### Club
- Coppa di Lega thailandese: 2

Muangthong United: 2017
PT Prachuap: 2019
- Campionato thailandese: 1

BG Pathum United: 2020-2021
- Thailand Champions Cup: 1

BG Pathum United: 2021

### Nazionale
- AFF Cup: 1

2016